# Grubišno Polje
Grubišno Polje (mađarski: Grobosinc, njemački: Poglack, češki: Hrubečné Pole)  je grad u Bjelovarsko-bilogorskoj županiji.

## Gradska naselja
Grad obuhvaća 24 naselja u svome sastavu (stanje 2006.), to su: Dapčevački Brđani, Dijakovac, Donja Rašenica, Gornja Rašenica, Grbavac, Grubišno Polje, Ivanovo Selo, Lončarica, Mala Barna, Mala Dapčevica, Mala Jasenovača, Mala Peratovica, Mali Zdenci, Munije, Orlovac Zdenački, Poljani, Rastovac, Treglava, Turčević Polje, Velika Barna, Velika Dapčevica, Velika Jasenovača, Velika Peratovica i Veliki Zdenci.

## Zemljopis
Grubišno Polje smješteno je na jugozapadnim obroncima Bilogore. Područje grada prostire se na površini od 269 km2 te je površinom najveća samoupravna jedinica u Bjelovarsko-bilogorskoj županiji i čini 10,18 % ukupne površine županije. Južnu granicu područja grada čini gornji tok rijeke Ilove dok sjeveroistočnu čine bilogorski prijevoji.
Iako se Grubišno Polje nalazi u Bjelovarsko-bilogorskoj županiji koja, uz Požeško-slavonsku, jedina ne graniči niti s jednom stranom državom, udaljenost od 30-ak km od graničnog prijelaza Terezino Polje – Barcs prema Mađarskoj omogućava da se Grubišno Polje ipak ne nalazi u "prometnoj izolaciji" kako bi se, na prvi pogled, moglo očekivati, a kroz područje grada, u duljini od oko 20 km prolazi i Državna cesta D5 (GP Terezino Polje – GP Stara Gradiška).

## Stanovništvo
Prema popisu 2001., na području Grada Grubišnog Polja žive 7523 stanovnika. Najveća naselja na području grada su Grubišno Polje s 3171 stanovnikom te Veliki Zdenci s 1075 žitelja. Ostala 22 naselja na području grada zajedno imaju 3277 stanovnika, a niti jedno od njih nema više od 500. Grad Grubišno Polje tako sudjeluje s 5,65 % u ukupnom stanovništvu županije.
Prema nacionalnosti, 62,37 % stanovnika se izjasnilo kao Hrvati, 18,02 % kao Česi, 11,56 % kao Srbi, a 3,03 % kao Mađari. Ostale narodnosne zajednice zastupljene su s manje od 1 % u ukupnom broju stanovnika.
Do novog teritorijalnog ustroja Hrvatske, postojala je bivša velika općina Grubišno Polje (uključivala je područja današnjeg grada Grubišnog Polja i općine Veliki Grđevac), koja je imala sljedeći etnički sastav:
| godina popisa | ukupno | Hrvati         | Srbi           | Jugoslaveni    | ostali         |
| ------------- | ------ | -------------- | -------------- | -------------- | -------------- |
| 1971.         | 18.333 | 7253 (39,56 %) | 6633 (36,18 %) | 193 (1,05 %)   | 4254 (23,20 %) |
| 1981.         | 15.756 | 5676 (36,02 %) | 4555 (28,90 %) | 2297 (14,57 %) | 3228 (20,48 %) |
| 1991.         | 14.206 | 6015 (42,34 %) | 4540 (31,95 %) | 636 (4,47 %)   | 3015 (21,22 %) |

U Republici Hrvatskoj Grad Grubišno Polje imao je sljedeći etnički sastav:
| godina popisa | ukupno | Hrvati         | Česi           | Srbi          | Mađari       | ostali |
| ------------- | ------ | -------------- | -------------- | ------------- | ------------ | ------ |
| 2001.         | 7523   | 4692 (62,37 %) | 1356 (18,02 %) | 872 (11,59 %) | 228 (3,03 %) |        |
| 2011.         | 6478   | 4383 (67,66 %) | 1109 (17,12 %) | 576 (8,89 %)  | 168 (2,59 %) |        |

### Grubišno Polje (naseljeno mjesto)
- 2011. – 2917
- 2001. – 3171
- 1991. – 3501 (Hrvati – 1320, Srbi – 1294, Jugoslaveni – 255, ostali – 632)
- 1981. – 3060 (Srbi – 987, Hrvati – 979, Jugoslaveni – 594, ostali – 500)
- 1971. – 2741 (Hrvati – 1093, Srbi – 966, Jugoslaveni – 75, ostali – 607)

## Uprava

### Gradonačelnik
Gradonačelnik Grubišnog Polja je od 1998. Zlatko Mađeruh (HDZ). Od 2009., njegov zamjenik je Ivo Martinović (HDZ), a na dopunskim lokalnim izborima 2010. za zamjenika gradonačelnika iz redova srpske nacionalne manjine izabran je nezavisni kandidat Branko Kašić.

### Gradsko vijeće
Gradsko vijeće Grubišnog Polja sastoji se od 16 vijećnika. Na lokalnim izborima 2009. predizborna koalicija HDZ-HSLS osvojila je 55,04 % glasova birača, koalicija HSS-SDP-HNS 37,90 %, a lista HSU 7,06 % glasova.
Tako je HDZ u vijeću osvojio 8 mandata (od toga jedan dodatni u obliku predstavnice srpske nacionalne manjine), a njegovi partneri u gradskoj vlasti HSLS i HSU po jedan.
Političku oporbu u grubišnopoljskom gradskom vijeću predstavljaju HSS i SDP s po tri mandata.

### Mjesni odbori
Grad Grubišno Polje organizirano je u 10 mjesnih odbora kojima su obuhvaćena sva gradska naselja:
- MO Dapčevački Brđani za naselja Dapčevački Brđani, Velika i Mala Dapčevica, Lončarica te Velika i Mala Peratovica
- MO Donja Rašenica za naselja Donja i Gornja Rašenica
- MO Grbavac za naselja Grbavac i Velika Jasenovača
- MO Grubišno Polje za naselja Grubišno Polje i Poljani
- MO Ivanovo Selo
- MO Mali Zdenci za naselja Mali Zdenci i Orlovac Zdenački
- MO Treglava
- MO Turčević Polje za naselja Turčević Polje, Dijakovac, Rastovac i Munije
- MO Velika Barna za naselja Velika i Mala Barna te Mala Jasenovača
- MO Veliki Zdenci

## Povijest

### Pretpovijest
Prvi tragovi ljudskog prisustva na području današnjeg Grubišnog Polja sežu u kameno doba; na poljima sjeverno od sela Velika Barna te u šumi Obrovi kod mjesta Grubišno Polje pronađeno je mnoštvo kamenodobne keramike i njenih dijelova.
Ostaci iz brončanog doba govore da je na području naselja Kreševine (danas dio naselja Velika Barna) bar oko 1900. – 1800. g. pr. Kr. postojalo veće naselje iz bakrenog doba čiji su stanovnici pripadali vučedolskoj kulturi, ali nije poznato koliko dugo je ono postojalo jer pomnija istraživanja još nisu provedena.

### Rimsko doba
Ovo područje do dolaska Rimljana bilo je naseljeno ilirskim i ilirsko-keltskim plemenima, a u grubišnopoljskim krajevima to su bili Jasi. Nakon što je 9. g. po Kr. ugušen ilirski ustanak u Panoniji, ovo je područje u potpunosti potpalo pod rimsku vlast, a Rim počinje gospodarski i infrastrukturno unaprjeđivati i ove krajeve. Tako je sagrađena i vicinalna (sporedna) cesta koja je spajala dravsku i savsku rimsku vojnu cestu i to od današnje Virovitice do Siska, tada rimske Siscie.
U ranosrednjovjekovnim dokumentima na području mjesta Rachicha (današnje Rašenice) spominje se "via antiqua" i "via magna", dakle (očito) odvojak vicinalne ceste o kojoj je već bilo spomena. Takvih odvojaka bilo je više; tako je u Crnom Lugu kod Velikih Zdenaca, uz rimsku cestu, potvrđeno postojanje naselja iz 2. st., a i danas se u zagrebačkom Arheološkom muzeju čuvaju rimski novčići te ulomci zelenožutog stakla iz 4. st. pronađeni prilikom kopanja jarka uz cestu u naselju Rašenica 1899.

### Srednji vijek
Od propasti Rimskog Carstva do kraja 20. st. grubišnopoljski kraj, kao malo koji drugi u Hrvatskoj, doživljava redovite i prilično snažne promjene u sastavu stanovništva. Iako samo područje pod obroncima Bilogore i uz Ilovu, zbog brdovitog i močvarnog terena nije zanimljivo za naseljavanje većih kontingenata stanovništva, ono ipak, zbog postojanja rimskih cesta, trpi pod redovitim upadima avarsko-slavenskih ratnih družbi. Tako ovaj kraj nakon propasti Rima postaje gotovo pust.
Prvo slavensko stanovništvo dolazi u krajeve oko današnjeg Grubišnog Polja između 570. i 610. g., a prva zabilježena slavenska naselja nastaju oko 750. g.
Nakon Tomislavova pohoda protiv Mađara ovaj kraj je definitivno potpao pod krunu ujedinjenog hrvatskog kraljevstva, a u vrijeme kralja Petra Krešimira IV. nalazi se u "hrvatskom dijelu" Kraljevine Hrvatske i Dalmacije.
Dolaskom mađarskih kraljeva na vlast, i u ovim se predjelima događaju značajne promjene; obiteljske zajednice, uobičajene u ranosrednjovjekovnim slavenskim državama bivaju reformirane te se uvodi sustav sličan feudalnom po uzoru na Franke. 1241. i 1242. u ove krajeve upadaju Mongoli te kratkotrajan mir pod mađarskom krunom biva brzo zaboravljenim. Nakon odlaska Mongola bivaju sagrađeni i obnovljeni mnogi gradovi i utvrde te tako, među ostalima i, još 1272. godine prvi put spomenut grad Zdenci (Izdench, t.j. Zdencz).
Grubišno Polje se prvi put spominje 1457. kao posjed grofova Iločkih, a uz to je vezana i jedna od legendi o nastanku imenu mjesta. Jedan od gospodara, onaj koji je među silnim posjedima dobio zadaću upravljati baš ovim mjestom, navodno, zvao se Grubiša. U istom dokumentu spominje se i nedaleko mjesto Korbova (današnji Grbavac) kao posjed Vida od Grbavca što dokazuje da je u grubišnopoljskom kraju, u to vrijeme, domaće plemstvo, ne samo prisutno, nego i snažno.
1478. u gradu Zdencima (koji su u to vrijeme daleko značajniji i veći od samog Grubišnog Polja) zasjeda Hrvatski sabor. Plemići raspravljaju o obrani od Turaka te donose (do danas najpoznatiji) zaključak o načinu kako je plemstvo dužno sudjelovati u obrani.
U 15. st. stanovništvo ovog kraja bilo je gotovo isključivo hrvatsko i katoličko, a prevladavajući govor, kako se može isčitati iz povijesnih spisa, bio je tipičan hrvatski kajkavski. To je zadnji trenutak kad se stanovnici grubišnopoljskog kraja mogu, gotovo bez iznimke, smatrati jedinstvenim narodom.

### Turska vlast
1552., Turci, nakon više od 100 godina učestalih napada, uspijevaju zauzeti Viroviticu te ubrzo zatim i Zdence, a napreduju i dalje prema zapadu. Grubišno Polje postaje granično područje pod vlašću Turaka. Kako samo mjesto nije bilo ni grad niti utvrda, a granica se stalno pomicala između tokova Ilove i Česme, Grubišno Polje se nalazi, najčešće, na ničijoj zemlji, a u najboljem slučaju, dovoljno dugo pod vlašću Turske ili Austrije da bude izloženo pljačkaškim napadima. U tom vremenu, ovaj kraj ponovno opustošuje.
Turci su u ovim krajevima uglavnom organizirali obranu u tvrđavama koje su osvojili pa je tako, prema zapisima, utvrda Zdenci (Szdenay) s 10 konjanika i 99 pješaka postala najjačom u Pakračkom sandžaku.
U to vrijeme, ovamo doseljavaju prvi (pravoslavni) Vlasi tako da, uz turske feudalne vladare u gradovima, u selima zajedno žive malobrojni katolički, muslimanski i pravoslavni kmetovi. Pod Turcima, na ove puste krajeve, stanovništvo biva doseljeno uglavnom iz Hercegovine i Sandžaka te se pod utjecajem doseljenog stanovništva postupno gubi i domaći kajkavski govor. Čini se da je u to vrijeme islamizirano i mnogo preostalog domaćeg stanovništva.
1684., nakon što su godinu dana ranije izgubili bitku pod Bečom, Turci gube Viroviticu, a nakon poraza kod Đurđevca ubrzano se povlače i, zajedno s muslimanskim stanovništvom, bježe put Bosne. Nakon što je 1689. oslobođena Požega, i u ovim je krajevima konačno nastupio mir.

### Austrijska vlast
Nakon odlaska Turaka, na grubišnopoljskom području opet gotovo da i nema žitelja, a ostalo je mnogo neobrađene zemlje. Stoga je vlast u Beču odlučila zemlju podijeliti svojim vjernim graničarima; 1698. dolaze prvi bivši graničari iz Like i Bosne, vlaški stočari te Primorci, Imoćani i, u manjoj mjeri, Istrani.
Austrija u Hrvatskoj organizira županije, ali grubišnopoljski kraj u novom ustrojstvu postaje dio Vojne krajine te tako biva izvan vlasti bana i sabora već je izravno podređen bečkom dvoru t.j. pod upravom austrijskih i mađarskih generala.
Grubišnopoljski župnik Meršić (1860. – 1887.) u svojem dnevniku bilježi da su u ovaj kraj 1825. doselili Česi. Došli su na poziv virovitičkog grofa Pejačevića; prodali su svoja imanja u Moravskoj da bi za isti novac mogli kupiti deseterostruko veće komade zemlje pod Bilogorom. Međutim, grof Pejačević ih je ugnjetavao gotovo kao robove te su Česi, pobunivši se protiv takva odnosa, zatražili od carskoga dvora dopuštenje da se nasele u Vojnoj krajini (dakle, s južne strane Bilogore, u grubišnopoljskom kraju) gdje su krajevi bili još pustiji i u potrebi za radišnim ljudima. Preseljenje im je odobreno te je tako nedaleko od Grubišnog Polja nastalo prvo češko selo u Hrvatskoj, tad nazvano Johannisdorf, danas Ivanovo Selo. Carski su krajišnici za 107 čeških obitelji sagradili kuće u močvarnom kraju koji su napredni češki doseljenici isušili i pretvorili u obradivo zemljište. 1888. doselilo je još 50-ak čeških i nekoliko mađarskih obitelji. Tako je Grubišno Polje postalo (uz Daruvar) centrom češke nacionalne manjine u Hrvatskoj, a taj status ima i danas (gotovo da ne postoji Grubišnopoljac čijim žilama ne teče i češka krv). Polovicom 19. st. u Grubišnom Polju uz novodoseljene Čehe uglavnom žive Nijemci i Srbi.
Nakon što je 1871. rasformirana Vojna krajina, Grubišno Polje postaje jednim od izbornih kotareva u Bjelovarskoj županiji.
Odvojak željezničke pruge Bjelovar – Garešnica/Grubišno Polje pušten je u promet 11. lipnja 1913. Pruga je ukinuta 1968. godine, zbog neisplativosti.

### Kraljevina Jugoslavija
Grubišnopoljski kraj nakon Prvog svjetskog rata dijeli sudbinu ostalih hrvatskih krajeva pa tako postaje dijelom Države Slovenaca, Hrvata i Srba, a potom i Kraljevine SHS tj. Kraljevine Jugoslavije (1929.).
Na područje Velike Peratovice gdje je grubišnopoljski župnik, pisac i saborski zastupnik Ivan Nepomuk Jemeršić sagradio ljetnikovac-vilu "Živila Hrvatska", doseljen je 1918. godine veći broj pravoslavaca iz Like. U Grubišnom Polju sagradio je vilu "Moj mir".
Beogradske vlasti značajnije su se zainteresirale za Grubišno Polje i okolicu tek 1920. godine kad izbija pobuna seljaka koja se brzo proširila po kalničko-bilogorskom, moslavačkom i prigorskom kraju.
Razlog za pobunu bila je naredba vojnih vlasti u ljeto 1920. da se u Hrvatskoj i Slavoniji ima žigosati i popisati sva stoka. Kako je naređenje došlo od strane vojne uprave, a takav običaj nije postojao u hrvatskim krajevima za vrijeme austro-ugarske vladavine, među stanovništvom se stvorio otpor, a uskoro su se proširile i glasine da će vojska oduzimati stoku. Prva borba između žandara i vojske s jedne strane i seljaka s druge počela je u Ivanovom Selu 2. rujna 1920., a sukobi su se uskoro rasplamsali i u samom Grubišnom Polju, Čazmi, Garešnici, Velikoj Pisanici i drugdje.
Najžešći među seljacima bili su povratnici iz ruskog zarobljeništva koji su sebe znali nazivati "sinovima Lenjina" pa su u selu Gušće čak proglasili republiku. Pobuna je slomljena u bitci kraj Lekenika gdje su vojne jedinice porazile nekoliko tisuća seljaka pobunjenika; bilo je mnogo mrtvih i ranjenih, a stotine su dotjerane u Zagreb gdje su mučeni.

### Drugi svjetski rat
Grubišno Polje nakon uspostave NDH postaje kotarskim središtem u sklopu Velike župe Bilogora. Mjesto i okolica (za ratne uvjete) doživljavaju značajan gospodarski rast te se u državnim glasilima često spominju kao jedan od najperspektivnijih krajeva države.
U mjestu biva organiziran ustaški stožer koji u čitavom kraju provodi državnu rasnu politiku pa tako malobrojno židovsko stanovništvo kotara biva gotovo istrijebljeno slanjem u koncentracijske logore unutar države i izvan nje.
Srpsko stanovništvo (uglavnom koncentrirano u selima oko Grubišnog Polja) većinom pristaje uz rojalističke snage vjerne srpskoj kraljevskoj obitelji te organizira četničke odrede koji većinom djeluju u istočnim dijelovima kotara. Mnogi Srbi iz grubišnopoljskog kraja bivaju zarobljeni te ih se transportira u zatvore i logore. One od njih koje je vlast NDH smatrala posebno opasnima, ustaše su poslale u radni logor na otoku Pagu gdje i danas postoji sjećanje na te davne uznike kao i komenmorativna ploča postavljena u paškom kamenjaru.
Češko, mađarsko i njemačko stanovništvo uglavnom pristaje uz vlast NDH. Kako ustaške snage nikad tijekom rata nisu uspijevale kontrolirati cijelo područje kotara tako ovakvo opredijeljene većine grubišnopoljskih Čeha rezultira nasumičnim upadima četnika u domove čeških obitelji u nacionalno miješanim srpsko-češkim selima u kraju te ubojstvima glava čeških obitelji. Mađarsko-njemačka i mađarsko-srpska sela uglavnom su bila dovoljno udaljena od područja djelovanja četničkih snaga da bi bila pošteđena ovakvih napada.
U vrijeme između dva svjetska rata, u Grubišnom Polju Hrvati postaju relativna većina. Gotovo svi pristaju uz vlast nove države pa tako mnogi od njih bivaju poslani na istočno ratište u sklopu Pojačane hrvatske 369. pješačke pukovnije unutar njemačke temeljne vojske (Wehrmacht). Tek malobrojni se regrutiraju u ustaške jedinice – biraju se samo oni za čije obitelji se pouzdano zna da nemaju nikakvih veza sa Srbima, Židovima ili Romima, bile one obiteljske, političke ili kakve druge.
Već tijekom 1941. nastaju prvi partizanski odredi u okolici Grubišnog Polja (bilogorski partizanski odred sastavljen od Srba, Čeha i Hrvata antifašista). Organiziraju ih često bivši pripadnici kraljevske vojske uz pomoć komunista iz bilogorskih sela.  S vremenom im se pridružuje sve više vojnika različitih nacionalnosti, uglavnom prebjega iz domobranstva, njemačke ili mađarske vojske.
U Grubišnom Polju je za vrijeme Drugoga svjetskog rata poginulo 368 ljudi, a neposredno nakon njega još 187.

## Gospodarstvo
- Prehrambena industrija „Zdenka” iz Velikih Zdenaca, osnovana 1897., proizvodi topljene sireve, polutvrde sireve, sireve s plemenitom plijesni i maslac.

## Poznate osobe
Znameniti Grubišnopoljci:
- Ivan Nepomuk Jemeršić, prosvjetitelj, dobrotvor naroda, pisac, gospodarstvenik, graditelj, saborski zastupnik
- Zvonimir Majdak, pisac
- Đorđe Bosanac, glumac
- Darko Kralj, paraolimpijac
- Vilko Niče, matematičar, akademik
- Vjekoslav Klemen, učitelj i pisac
- Rikard Simeon, hrv. književnik, jezikoslovac, urednik
- Josip Rasuhin, liječnik
- Petar Preradović, hrv. pjesnik, domoljub,
- Josip Jankač, pisac za mladež, prosvjetni djelatnik
- Marijan Matijević, akademski kipar
- Marija Žuro
- Rudolf Roupec, austrijski nogometni reprezentativac
- Vlasta Chloupek, donatorica, istaknuta športašica i članica Američkoga Sokola, život posvetila mladima koji su se bavili gimnastikom i atletikom
- Radovan Erben, zoolog, sveuč. prof.
- Ferdinand Feller, farmaceut, kemičar
- Franjo Frntić, sportski djelatnik, novinar
- Đorđe Đorđević, liječnik, sveuč. prof., jedan od osnivatelja i predsjednik Jugoslovenskoga dermatovenerološkog društva te jedan od osnivatelja Sveslavenskoga dermatovenerološkog saveza
- Siniša Leopold, dirigent
- Deni Černi, paraolimpijac
- Milan Presečan Arvay, šumarski stručnjak
- Vladis Vujnović, astronom

## Spomenici i znamenitosti
- Crkva sv. Josipa

## Obrazovanje
- Dječji vrtić "Tratinčica"
- Osnovna škola Ivana Nepomuka Jemeršića
- Srednja škola Bartola Kašića

## Kultura
Nakon Daruvara, Grubišno Polje je drugo najvažnije središte češke nacionalne manjine u Hrvatskoj. Dvogodišnje žetvene svečanosti Čeha "Dožínky" koje se svaki put organiziraju u drugom mjestu naseljenom Česima, 2006. odigravale su u Velikim Zdencima.
Grubišno Polje ima dugogodišnju kulturnu tradiciju. U njemu su se od 1960-ih do kraja 1990-ih održavali Susreti recitala i recitatora Hrvatske, manifestacija od visokog republičkog značaja, gdje se izgrađivala i njegovala hrvatska književna riječ.
U okviru Centra za kulturu i informiranje, nasljedniku Narodnog sveučilišta "Petar Preradović", djelovalo je više kulturno-umjetničkih sekcija te kazališna družina "Kocka", tijekom 1990-ih poznata po svom alternativnom viđenju teatra u Hrvatskoj kao i bivšoj Jugoslaviji.
Teatar "Kocka" je za vrijeme svog života, 1980. – 1990., odigrao znatan broj scenskih prikaza – recitala, kazališnih predstava i nestrukturiranih scenskih oblika.
- Bijeg duše, P. Fehira
- Ćelava pjevačica, E. Ionesca
- Prstenje od slame, V. Šelovića i P. Fehira
- Bitka kod kazana, B. Ćopića
- Hotel Pepe Bandića, B. Ćopića
- Večer s Vladimirom, V. Majakovskog
- Plakat, P. Fehira
- El ja znam?, P. Fehira i V. Šelovića
- Zastave, M. Krleže
- Grubišnopoljski vodvilj, P. Fehira
- Sudbinski čovjek, P. Fehira
- Kraj fešte, (Kiša) S. Becketta i P. Fehira

"Kocka" je nastupila na mnogim susretima općinskog, regionalnog, republičkog i saveznog značaja. Gostujući u mnogim gradovima Hrvatske i bivše Jugoslavije primila je mnoštvo lijepih i vrijednih priznanja.
U njoj se "kockalo" desetak zaljubljenika u scenske podražaje:
Stjepan Banas, Ljiljana Bosak, Senka Bubulj, Ante Draženović, Miroslav Horak, Mirna Hrabrić, Vlado Kamber, Josip Kasalo, Ankica Ključar, Milovan Maletić, Rade Malešević, Zoran Marjanov, Ivan Novačić, Vlado Radošević, Olivera Raičević, Vladimir Šelović, Stevo Vekić. Osnivač i umjetnički voditelj " Kocke" bio je Petar Fehir. 
Pored kazališta, u organizaciji "Kocke" se godinama održavao i postao tradicionalnim "Kockafest" – susret mladih pjevača i "Kockabal" – večer maski i plesa, u suradnji s grubišnopoljskom grupom "Radni naziv" čiji je pokretač bio Dok (Dalibor Popara).
Od 10. listopada 1991. godine u gradu emitira lokalna radio postaja – Radio Grubišno Polje.

## Šport
- NK "Bilogora 91"
- NK Zdenka 91
- RK Ilova
- ŽRK Ilova

Šahovski turnir prigodom Dana grada Grubišnoga Polja održava se od 1993.

## Vanjske poveznice
- Službena web-stranica grada